# Landdrostei Aurich
| Landdrostei Aurich        | Landdrostei Aurich  |
| ------------------------- | ------------------- |
| Sitz                      | Aurich              |
| Bestandszeitraum          | 1823–1885           |
| Fläche                    | 3108,79 km² (1880)  |
| Einwohner                 | 211.652 (1880)      |
| Bevölkerungsdichte        | 68 Einw./km² (1880) |
| Städte                    | 5 (1885)            |
| Ämter                     | 8 (1885)            |
| Landdrostei Aurich (1859) |                     |

Die Landdrostei Aurich war im 19. Jahrhundert ein Verwaltungsbezirk des Königreichs Hannover und der preußischen Provinz Hannover. Sie war der direkte Vorgänger des preußischen (nach 1945: niedersächsischen) Regierungsbezirks Aurich.

## Geschichte
Ostfriesland war von 1744 bis 1806 eine preußische Provinz mit Aurich als Sitz der Regierungsbehörden. Nachdem Ostfriesland nach 1806 zunächst zum Königreich Holland, dann seit 1810 zum Kaiserreich Frankreich und von 1813 bis 1815 wieder zu Preußen gehörte, wurde es nach den Abmachungen des Wiener Kongresses Teil des Königreichs Hannover. Zur Verwaltung des Königreichs wurden 1816 Provinzialbehörden gebildet, die vor allem unterschiedliche Rechtsgebiete zusammenfassten; 1823 reformierte Hannover seine Verwaltung und schuf sechs Landdrosteien. Für das Fürstentum Ostfriesland entstand dabei die Landdrostei Aurich. Nachdem das Königreich Hannover 1867 zur preußischen Provinz Hannover geworden war, blieben die hannoverschen Landdrosteien zunächst bestehen. Seit dem 1. April 1873 gehörte auch das preußische Jadegebiet bzw. die Stadt Wilhelmshaven zur Landdrostei Aurich und bildete eine durch oldenburgisches Gebiet abgetrennte Exklave. 1885 wurde aus der Landdrostei Aurich gemäß der preußischen Verwaltungsstruktur der Regierungsbezirk Aurich gebildet. Gleichzeitig wurden die hannoverschen Ämter durch Landkreise ersetzt.

## Landdroste
Der Landdrost war der höchste Beamte der Landdrostei. Sein Amt war mit dem eines Regierungspräsidenten vergleichbar.
- 1818–1823: Hans Burchard Otto von der Decken (1769–1838), Präsident der Provinzialregierung zu Aurich
- 1823–1824: Christoph Friedrich Wilhelm von Vangerow
- 1824–1831: Johann Caspar von der Wisch
- 1831–1838: Georg Oehlrich (1792–1870)
- 1838–1840: Friedrich von Wersebe (1784–1841)
- 1841–1857: Carl Detlev Marschalck von Bachtenbrock (1802–1864)
- 1857–1865: Georg Heinrich Bacmeister (1807–1890)
- 1865–1866: Carl Ferdinand Nieper (1812–1879)
- 1866–1867: Carl Erxleben (1815–1882)
- 1867–1869: Karl August von Guionneau
- 1869–1872: Robert Eduard von Hagemeister (1827–1902)
- 1872–1883: Roman Xaver von Zakrzewski (* 1821)
- 1883–1885: Adolf von Heppe (1836–1899)

## Verwaltungsgliederung (1814–1852)
Die Landdrostei Aurich war bis zum 1. Oktober 1852 in landesherrliche bzw. königliche Ämter, adelige Herrlichkeiten und Städte gegliedert, deren Abgrenzungen zwar in Einzelheiten wiederholt geändert wurden, im ganzen aber bis zur Mitte des 19. Jahrhunderts auf zum Teil Jahrhunderte alten Strukturen beruhten.

### Ämter
Von den insgesamt 11 Ämtern hatten Aurich, Emden, Leer und Norden neben der Ziviljustiz auch die Strafsachen zu untersuchen und zu entscheiden. Sie waren insoweit auch für die Amtsbereiche der sieben anderen Ämter zuständig, nämlich Aurich für Esens und Wittmund, Emden für Greetsiel, Leer für Jemgum, Stickhausen und Weener, sowie Norden für das Amt Berum. Die Amtssitze waren in den namengebenden Städten, obwohl diese selbst nur unter ihren eigenen Magistraten standen und eigene Zivil- und Strafgerichte hatten.

#### Amt Aurich
Zum Amt Aurich gehörten vier Amtsvogteien (Aurich, Timmel, Holtrop und Victorbur) mit neun angeschlossenen Untervogteien. Die Stadt Aurich (die heutige Kernstadt) zählte als selbständige Stadt nicht zum Amt.
Die Amtsvogtei Aurich bestand aus der (auch „Hausvogtei“ genannten) Untervogtei Aurich sowie den Untervogteien Middels und Riepe. Die Untervogtei Aurich umfasste die Orte Egels, Extum, Haxtum, Kirchdorf, Plaggenburg, Popens, Rahe, Sandhorst und Tannenhausen inklusive der Domäne Meerhusen. Die Untervogtei Middels umfasste das gleichnamige Dorf sowie Langefeld, Pfalzdorf, Ogenbargen und Spekendorf. Die beiden Untervogteien deckten also weite Teile des heutigen Auricher Stadtgebiets ab. Die Untervogtei Riepe bestand aus dem namensgebenden Ort sowie Bangstede, Barstede, Bedekaspel, Forlitz-Blaukirchen, Ochtelbur, Riepster Hammrich, Westerende-Holzloog, Westerende-Kirchloog und Wiegboldsbur. Sie umfasste damit den Westen der heutigen Gemeinde Ihlow und den Süden der heutigen Gemeinde Südbrookmerland.
Die Amtsvogtei Timmel bestand den Untervogteien Timmel und Bagband. Die Untervogtei Timmel umfasste neben dem Hauptort noch die Dörfer Ayenwolde, West- und Ost-Großefehn, Hatshausen, Boekzetelerfehn, Jheringsfehn, Neuefehn und Ulbargen, erstreckte sich somit über den zentralen Bereich des heutigen Großefehn sowie den Norden der heutigen Gemeinde Moormerland. Zur Untervogtei Bagband gehörten neben dem Ort selbst noch die Dörfer Strackholt, Fiebing, Neuemoor, Südermoor, Spetzerfehn, Voßbarg und Zwischenbergen. Die Untervogtei umfasste also Orte im Süden der heutigen Gemeinde Großefehn ebenso wie Ortsteile der heutigen Kommunen Wiesmoor (Voßbarg, Zwischenbergen) und Samtgemeinde Hesel (Neuemoor, Südermoor).
Die Amtsvogtei Holtrop hatte die Untervogteien Holtrop und Weene. Die Untervogtei Holtrop bestand aus dem namensgebenden Ort sowie den Dörfern Akelsbarg, Aurich-Oldendorf, Brockzetel, Felde, Wiesens und Wrisse – also dem Norden der heutigen Gemeinde Großefehn sowie dem äußersten Südwesten Aurichs. Die Untervogtei Weene umfasste den gleichnamigen Ort sowie Hüllenerfehn, Ihlowerfehn, Ihlowerhörn, Lübbertsfehn, Ludwigsdorf, Ostersander, Schirum und Westersander, mithin den Osten der heutigen Gemeinde Ihlow sowie den südlichsten Auricher Stadtteil (Schirum).
Die Amtsvogtei Victorbur bestand aus den Untervogteien Victorbur und Marienhafe. Die Untervogtei Victorbur setzte sich zusammen aus dem Hauptort sowie den Dörfern Ekels, Engerhafe, Fehnhusen, Moordorf, Moorhusen, Münkeboe, Oldeborg, Theene und Uthwerdum, umfasste also den Norden der heutigen Gemeinde Südbrookmerland. Die Untervogtei Marienhafe setzte sich aus dem gleichnamigen Flecken sowie Rechtsupweg, Siegelsum, Tjüche und Upgant-Schott (seinerzeit noch als Einzeldörfer).

#### Amt Esens
Das Amt Esens umfasste die Amtsvogteien „Esens (Sandstrich)“, mit den beiden Untervogteien Ochtersum und Stedesdorf, und „Esens (Kleistrich)“ mit den vier Untervogteien Werdum, Westeraccum, Langeoog und Spiekeroog.

#### Amt Wittmund
Das Amt Wittmund umfasste die Amtsvogteien Wittmund, mit Untervogteien Wittmund und Leerhafe, und Funnix mit den Untervogteien Berdum und Funnix. Außerdem gehörte seit 1. Mai 1819 das kleine Amt Friedeburg dazu mit den beiden Vogteien Friedeburg und Horsten.

#### Amt Emden
Das Amt Emden umfasste zwei Amtsvogteien mit fünf angeschlossenen Untervogteien. Die Stadt Emden (die heutige Kernstadt) zählte als selbständige Stadt nicht zum Amt. Während die Amtsvogtei Wolthusen das Gebiet östlich von Emden umfasste, gehörte zur Amtsvogtei Larrelt das nördliche und westliche Emder Umland.
Die Amtsvogtei Wolthusen bestand den Untervogteien Oldersum und Jarßum. Die Untervogtei Oldersum setzte sich zusammen aus dem Hauptort sowie den Dörfern Gandersum, Rorichum, Simonswolde und Tergast. Die Untervogtei Jarßum bestand aus dem Hauptort sowie Borssum, Marienwehr, Petkum, Uphusen, Widdelswehr und Wolthusen sowie der Insel Nesserland. Während die Untervogtei Oldersum den Nordwesten der heutigen Gemeinde Moormerland (plus dem Ihlower Ortsteil Simonswolde) bildete, bestand die Untervogtei Jarssum aus dem gesamten östlichen Gebiet der heutigen Stadt Emden.
Die Amtsvogtei Larrelt war untergliedert in die drei Untervogteien Hinte, Larrelt und Loquard. Die Untervogtei Hinte bestand aus dem namensgebenden Ort sowie Canhusen, Cirkwehrum, Harsweg, Loppersum, Osterhusen und Suurhusen. Zur Untervogtei Larrelt gehörten außer dem Hauptort noch die ehemalige Hofstelle Constantia, Freepsum, Groß Midlum, Logumer Vorwerk, Twixlum, Westerhusen und Wybelsum. Die Untervogtei Loquard bestand neben dem namensgebenden Ort aus den Dörfern Campen, Canum, Rysum und Woltzeten. Das Gebiet umfasste also den Westen der heutigen Stadt Emden, die Gemeinde Hinte und den Süden der Gemeinde Krummhörn.

#### Amt Greetsiel
Das kleine Amt Greetsiel bestand aus den Amtsvogteien Greetsiel, Pewsum und Borkum, wobei Greetsiel in die Untervogteien Eilsum und Grimersum, und Pewsum in die Untervogteien Groothusen und Pilsum aufgeteilt waren. Es umfasste den Norden der heutigen Gemeinde Krummhörn sowie Wirdum und die Insel Borkum, für die Greetsiel in jener Zeit noch der Fährhafen darstellte.
Der Amtsvogtei Greetsiel waren die Untervogteien Eilsum und Grimersum nachgeordnet. Die Untervogtei Eilsum umfasste den gleichnamigen Ort sowie den Flecken Greetsiel samt der kleineren Orte Hauen und Middelstewehr sowie die umliegenden Polder. Der Untervogtei Grimersum gehörten neben dem Hauptort noch die Dörfer Visquard und Wirdum sowie Schoonorth und weitere Polder in der Umgebung an.
Die Amtsvogtei Pewsum bestand aus den Untervogteien Groothusen und Pilsum. Der Untervogtei Groothusen gehörten außer dem gleichnamigen Ort noch der Flecken Pewsum sowie die Dörfer Hamswehrum, Upleward, Uttum und Woquard an. Die Untervogtei Pilsum bestand aus Pilsum und Manslagt.
Die Amtsvogtei Borkum umfasste lediglich die damals noch getrennten Inseln Wester- und Osterborkum.

#### Amt Leer
Das Amt Leer enthielt die Amtsvogtei Ihrhofe, die aus den Untervogteien Esclum und Steenfelde bestand, und die Amtsvogtei Nüttermoor, bestehend aus den Untervogteien Neermoor und Nüttermoor.

#### Amt Jemgum
Das kleine Amt Jemgum bestand aus den Amtsvogteien Jemgum und Ditzum. Es umfasste das nördliche Rheiderland.
Die Amtsvogtei Jemgum bestand aus den Untervogteien Bingum und Midlum. Zur Untervogtei Bingum gehörten die Dörfer Bingum, Böhmerwold und Holtgaste sowie der Flecken Jemgum. Die Untervogtei Midlum bestand aus dem gleichnamigen Ort sowie den Dörfern Critzum, Hatzum, Marienchor, Nendorp und Oldendorp.
In der Amtsvogtei Ditzum fanden sich die Untervogteien Ditzum und Bunder Polder. Zur Untervogtei Ditzum zählten jener Ort selber sowie Ditzumerhammrich und Pogum.
Die Amtsvogtei Bunder Polder umfasste Landschaftspolder, Bunderhammrich und angrenzende Polder.

#### Amt Stickhausen
Das Amt Stickhausen enthielt die Amtsvogteien Detern (Untervogteien Detern und Nordmohr), Remels (Untervogteien Heesel und Remels) und Rhaude (mit Untervogteien Backemoor und Rhaude).

#### Amt Weener
Das Amt Weener umfasste die Amtsvogteien Weener (Untervogteien Stapelmoor und Weener), Bunda (Untervogtei Bunda und – ohne Justiz – die Bürgermeisterschaft Papenburg).

#### Amt Norden
Das Amt Norden war geteilt in die erste Amtsvogtei Norden, bestehend aus den Untervogteien Juist und Osteel, und in die zweite Amtsvogtei Norden, die keine Untervogteien hatte und das Marschland westlich der Stadt Norden verwaltete.

#### Amt Berum
Das Amt Berum schließlich enthielt die Amtsvogtei Berum (Untervogteien Hage, Hufschlag, Arle), die Amts- und Untervogtei Nesse sowie die Amtsvogtei Norderney (Untervogteien Norderney und Baltrum).

### Herrlichkeiten
Im Fürstentum Ostfriesland gab es außer zahlreichem adeligen Gütern und zerstreute Besitzungen, die den königlichen Ämtern untergeben war, noch 5 Herrlichkeiten (größere, geschlossene Güterkomplexe), in denen die adeligen Besitzer die Hoheitsrechte und die Zivilgerichtsbarkeit ausübten, während sie in Strafsachen den naheliegenden Ämtern zugewiesen waren. Es waren dies
- Herrlichkeit Dornum des Grafen von Münster,
- Herrlichkeit Gödens des Grafen von Wedel (aufgrund Abtretung der Gerichtsbarkeit ab 1. August 1836 in ein kgl. Gericht Neustadt-Gödens umgewandelt)
- Herrlichkeit Jennelt des Grafen von Inn- und Knyphausen,
- Herrlichkeit Loga (oder Evenburg) des Grafen von Wedel, (verzichtete zum 1. August 1836 auf die Gerichtsbarkeit, die Orte gehören seither zum Amt Leer) und
- Herrlichkeit Lütetsburg des Grafen von Inn- und Knyphausen.

### Städte
In Hoheitssachen nicht den Ämtern untergeordnet, sondern aufgrund landesherrlicher Privilegien mit eigenen Statuten versehen, waren die Städte Aurich, Emden, Esens, Leer (erst seit 1823) und Norden. Diese Städte wurden von ihren aus Wahlen der Bürgerschaft hervorgegangenen Magistraten verwaltet. Emden und Norden hatten auch eigene Stadtgerichte, die in Zivil- und Strafsachen innerhalb der damaligen Stadtumgrenzung zuständig waren. Aurich, Esens und Leer gehörten hinsichtlich der Justizverwaltung zu den gleichnamigen königlichen Ämtern.

## Verwaltungsgliederung (1852–1885)
Nach einer umfassenden Verwaltungs- und Justizreform seit 1848 unter Trennung der Verwaltungs- und Justizbehörden sowie Aufhebung der Patrimonialgerichtsbarkeit bestanden 1852 in der Landdrostei Aurich vierzehn Ämter und fünf selbständige Städte. Nach dem Grundgedanken der Regelung von 1852 sollte der Geschäftsanfall in jedem Amt von einem einzigen Beamten mit einem Amtsgehilfen und einem Amtsdiener bewältigt werden können. Deshalb wurden manche Ämter geteilt, um eine einheitlichere Größe zu erreichen. Nach einigen Jahren wurden die allzu kleinen Amtssprengel zusammengelegt und dadurch die Zahl der Ämter auf acht verringert. Dabei blieb es dann bis 1885.

### Selbständige Städte
Die fünf selbständigen Städte in der Landdrostei Aurich waren Aurich, Emden, Esens, Leer und Norden.

### Ämter

#### Amt Aurich
Zum Amt Aurich gehörten seit 1852 bis auf die damalige Kernstadt das heutige Gebiet der Stadt Aurich sowie große Teile der heutigen Gemeinden Ihlow und Südbrookmerland. Die damalige Stadt Aurich war amtsfrei. 1859 kamen die Gemeinden des aufgelösten Amtes Timmels hinzu. 1885 wurde aus Stadt und Amt Aurich der Kreis Aurich gebildet.

#### Amt Berum
Zum Amt Berum gehörten 1852 unter anderem Berumbur, Dornum, Großheide, Hage, Hagermarsch, Halbemond sowie die Inselgemeinden Baltrum und Norderney. Das Amt war nach der Bauerschaft Berum benannt, die heute zu Hage gehört. 1859 wurde das Amt Berum mit dem Amt Norden zusammengeschlossen. Das neue Amt hieß zunächst Amt Berum. 1869 wurde der Amtssitz nach Norden verlegt und das Amt in Amt Norden umbenannt. 1885 wurde aus Stadt und Amt Norden der Kreis Norden gebildet.

#### Amt Emden
Zum Amt Emden gehörten bis auf die Kernstadt das heutige Gebiet der Stadt Emden sowie Teile der heutigen Gemeinden Hinte, Krummhörn und Moormerland. Die damalige Stadt Emden war amtsfrei. 1859 kamen die Gemeinden des aufgelösten Amtes Greetsiel hinzu. 1885 wurde aus dem Amt Emden der Landkreis Emden gebildet.

#### Amt Esens
Das Amt Esens umfasste bis auf die Stadt Esens das Gebiet der heutigen Samtgemeinden Esens und Holtriem sowie die Inselgemeinden Langeoog und Spiekeroog. Die Stadt Esens war amtsfrei. 1885 ging das Amt Esens im Kreis Wittmund auf.

#### Amt Friedeburg
Das Amt Friedeburg war weitgehend deckungsgleich mit der heutigen Gemeinde Friedeburg. 1859 wurde das Amt aufgelöst und in das Amt Wittmund eingegliedert.

#### Amt Greetsiel zu Pewsum
Zum Amt Greetsiel gehörten große Teile der heutigen Gemeinde Krummhörn sowie Wirdum und die Inselgemeinde Borkum. Amtssitz des nach dem Flecken Greetsiel benannten Amtes war Pewsum. 1859 wurde das Amt aufgelöst und in das Amt Emden eingegliedert.

#### Amt Jemgum
Das Amt Jemgum war weitgehend deckungsgleich mit der heutigen Gemeinde Jemgum. 1859 wurde das Amt aufgelöst und in das Amt Weener eingegliedert.

#### Amt Leer
Zum Amt Leer gehörten große Teile der heutigen Stadt Leer sowie der heutigen Gemeinden Westoverledingen und Moormerland. Die damalige Stadt Leer blieb amtsfrei. 1885 ging das Amt Leer im größeren Kreis Leer auf.

#### Amt Norden
Zum Amt Norden gehörten bis auf die Kernstadt das heutige Gebiet der Stadt Norden sowie unter anderem Lütetsburg, Leezdorf, Marienhafe, Osteel, Rechtsupweg, Upgant, Schott sowie die Inselgemeinde Juist. 1859 wurde das Amt Norden mit dem Amt Berum zusammengeschlossen. Das neue Amt hieß zunächst Amt Berum und seit 1869 wieder Amt Norden. 1885 wurde aus Stadt und Amt Norden der Kreis Norden gebildet.

#### Amt Remels zu Stickhausen
Das Amt Remels wurde 1852 aus einem Teil des alten Amtes Stickhausen neu gebildet. Es umfasste im Wesentlichen das Gebiet der heutigen Samtgemeinden Hesel und Jümme sowie das Gebiet der heutigen Gemeinde Uplengen. Das Amt war nach dem Dorf Remels benannt, das heute ein Ortsteil von Uplengen ist. Durch den Zusatz „zu Stickhausen“ wurde klargestellt, dass der Sitz der Behörde weiter in Stickhausen blieb. 1859 wurde das Amt aufgelöst und wieder in das Amt Stickhausen eingegliedert.

#### Amt Stickhausen
Zum Amt Stickhausen, benannt nach der Burg Stickhausen, gehörte seit 1852 im Wesentlichen das Gebiet der heutigen Gemeinden Ostrhauderfehn und Rhauderfehn. 1859 kamen die Gemeinden des aufgelösten Amtes Remels hinzu. 1885 ging das Amt Stickhausen im neuen Kreis Leer auf.

#### Amt Timmel zu Aurich
Das Amt Timmel wurde 1852 aus einem Teil (der Amtsvogtei Timmel) des alten Amtes Aurich und der Gemeinde Simonswolde (aus dem Amt Emden) neu gebildet. Es umfasste damit Orte im Bereich der heutigen Gemeinden Moormerland, Großefehn und Ihlow sowie der heutigen Stadt Wiesmoor. Es war nach dem Dorf Timmel benannt, das heute ein Ortsteil von Großefehn ist. Durch den Zusatz „zu Aurich“ wurde klargestellt, dass der Sitz der Behörde weiter in Aurich blieb. 1859 wurde das Amt aufgelöst und wieder in das Amt Aurich eingegliedert.

#### Amt Weener
Zum Amt Weener gehörte im Wesentlichen das heutige Gebiet der Gemeinde Bunde und der Stadt Weener. 1859 kamen die Gemeinden des aufgelösten Amtes Jemgum hinzu. 1885 wurde dem vergrößerten Amt Weener der Kreis Weener gebildet.

#### Amt Wittmund
Das Amt Wittmund umfasste im Wesentlichen das Gebiet der heutigen Stadt Wittmund. 1859 kamen die Gemeinden des aufgelösten Amtes Friedeburg hinzu. Seit dem 1. April 1873 gehörte auch Wilhelmshaven zum Amt Wittmund und bildete eine durch oldenburgisches Gebiet abgetrennte Exklave. 1885 ging das Amt Wittmund mitsamt Wilhelmshaven im größeren Kreis Wittmund auf.